# Hal Sutton
Hal Sutton, né le 28 avril 1958 à Shreveport, est un golfeur américain.
Débutant sur le circuit PGA au début des années, il devient rapidement une star de la discipline après sa victoire lors de l'USPGA 1983. Mais s'ensuit une période de vaches maigres: aucune victoire sur le circuit PGA de 1986 à 1995. Sa meilleure année se présente en 2001 lorsqu'il réalise 22 cut sur 26 tournois disputés avec au passage une victoire.
Après trois participations en tant que joueur à la Ryder Cup, il est désigné comme capitaine de l'équipe américaine 2004. Son choix d'associer les deux meilleurs joueurs Tiger Woods et Phil Mickelson sera finalement décrié devant les deux défaites du duo lors du premier jour. Le résultat final, victoire de l'équipe européenne de Bernhard Langer sur le score sans appel de 18 et ½ à 9 et ½, sur le sol américain de surcroit, na rien fait pour atténuer ces critiques.

## Palmarès

### Ryder Cup
- Capitaine de l'équipe américaine 2004
- Participation en 1985, 1987, 1999, 2002

### Majeurs
- 1983 USPGA

### PGA Tour
- 1982 FUNAI Classic at the WALT DISNEY WORLD Resort
- 1983 Tournament Players Championship,  USPGA
- 1985 St. Jude Memphis Classic,  Southwest Golf Classic
- 1986 Phoenix Open,  Memorial Tournament
- 1995 B.C. Open
- 1998 Valero Texas Open, The Tour Championship
- 1999 Bell Canadian Open
- 2000 The Players Championship, Chrysler Classic of Greensboro
- 2001 Shell Houston Open